# Gaius Musonius Rufus
Gaius Musonius Rufus (* vor 30 n. Chr. in Volsinii in Etrurien; † vor 101/102 n. Chr.) war ein römischer Philosoph. Er zählt zu den Vertretern der späten Stoa.
Musonius stammte aus Etrurien. Unter Kaiser Nero erlangte er großen Ruhm als Lehrer stoischer Lebensweisheit. Nach der Pisonischen Verschwörung verbannte ihn Nero aus Rom. In den siebziger Jahren ging er erneut ins Exil. Schließlich kehrte er unter Kaiser Titus nach Rom zurück und lehrte unter großem Zulauf bis zu seinem Tod. Da Musonius anscheinend keine Werke verfasste, ist seine Philosophie nur fragmentarisch bei Autoren erhalten, die sich auf später veröffentlichte Vorlesungsnotizen seiner Schüler stützten.
Musonius’ Lehre behandelt vor allem ethische Fragen und stellt die praktische Umsetzung philosophischer Überlegungen in den Vordergrund. Im Zentrum seiner Ethik steht die Auffassung, dass alle Menschen eine Veranlagung zu einem tugendhaften Leben in sich tragen. Durch lebenslange philosophische Ausbildung, welche die theoretischen Grundlagen und insbesondere deren praktische Umsetzung umfasst, kann man Tugend erlangen und damit gemäß der tugendhaften menschlichen Natur leben. Zur Ausbildung gehören Askese und strenge Regeln, die jeden Bereich des menschlichen Lebens erfassen. Aufgabe der Philosophie ist es, den Menschen bei seinem Streben nach dem Guten zu leiten. Sie ist die einzige Wissenschaft, welche die Seele von negativen äußeren Einflüssen befreien kann.
Sein Denken wirkte über seinen direkten Schülerkreis hinaus bis in die Spätantike nach und beeinflusste auch christliche Autoren. Die antiken Quellen spiegeln meist Hochachtung für seine Person und Lehre wider. Sie enthalten zahlreiche Legenden, die sich bereits früh um Musonius zu ranken begannen. In der modernen Forschung schwankt das Urteil über seine philosophiegeschichtliche Bedeutung stark.

## Leben
Über das Leben des Musonius ist wenig bekannt. Er war ritterlicher Herkunft. Wohl vor dem Jahr 30 n. Chr. wurde er als Sohn eines gewissen Capito in Volsinii in Etrurien geboren. Er lebte in Rom, wo er zur Zeit des Kaisers Nero großen Ruhm als Lehrer stoischer Lebensweisheit erlangte. Anscheinend begleitete er den Senator Rubellius Plautus, einen Verwandten Neros, im Jahr 60 in dessen freiwilliges Exil in die Provinz Asia, nachdem der Kaiser Rubellius aufgefordert hatte, sich aus Rom zurückzuziehen. Als Nero zwei Jahre später den Tod des Rubellius anordnete, riet Musonius dem Senator, wie Tacitus berichtet, keinen Widerstand zu leisten und den Tod gelassen zu erwarten. Da der Ruhm des Musonius und seine Verbindung mit stoisch gesinnten Senatoren ihn verdächtig machten, verbannte ihn Nero nach der Pisonischen Verschwörung im Jahr 65/66 auf die vegetations- und wasserarme Kykladeninsel Gyaros. Ob Musonius tatsächlich an der Verschwörung gegen Nero beteiligt war, ist ungewiss. Zahlreiche junge Männer kamen auf die als Verbannungsort gefürchtete Insel, um seine Vorlesungen zu hören. Musonius soll sich um Gyaros verdient gemacht haben, indem er dort eine Quelle entdeckte. Erst nach dem Tod Neros, möglicherweise unter Galba, kehrte Musonius nach Rom zurück.
Im Vierkaiserjahr 69 gehörte Musonius einer Gesandtschaft an, die Kaiser Vitellius zum siegreichen Heer von Vespasians Feldherrn Antonius Primus entsandte, das nach der Einnahme und Zerstörung Cremonas auf Rom marschierte. Die Rede des Musonius vor den Truppen über den Segen des Friedens und die Gefahren des Krieges soll jedoch lediglich den Spott und die Wut der Soldaten erregt haben. Als sich nach dem Tod des Vitellius einige Senatoren um Strafverfolgung früherer Delatoren in ihren Reihen bemühten, strengte Musonius einen Prozess gegen Publius Egnatius Celer an. Celer hatte unter Nero im Jahr 66 Quintus Marcius Barea Soranus, dessen Freund, Lehrer und Klient er gewesen war, und dessen Tochter Servilia vor dem Senat denunziert und gegen Belohnung falsch ausgesagt. Nach dem Schuldspruch war der Stoiker und ehemalige Prokonsul der Provinz Asia zum Selbstmord gezwungen worden. Den angeklagten Celer verteidigte der Kyniker Demetrios. Tacitus berichtet, Demetrios habe aus fragwürdigen Motiven gehandelt. Celer wurde für schuldig befunden und im Jahr 70 in die Verbannung geschickt.
Von der Vertreibung stoischer und kynischer Philosophen unter Kaiser Vespasian im Jahr 71 war Musonius ausdrücklich ausgenommen. Später ging er dennoch erneut ins Exil, vielleicht freiwillig, nachdem sich sein Verhältnis zu Vespasian verschlechtert hatte. In die Zeit dieses Exils fällt seine Begegnung mit Plinius dem Jüngeren, der damals Militärtribun in Syrien war. Im Jahr 79 kehrte Musonius nach dem Regierungsantritt des neuen Kaisers Titus, mit dem ihn eine persönliche Beziehung verbunden haben soll, nach Rom zurück. Über sein weiteres Leben und seinen Tod ist nichts bekannt. Aus einem Brief des Plinius von 101/102 geht hervor, dass Musonius zu dieser Zeit bereits nicht mehr am Leben war.

## Werk

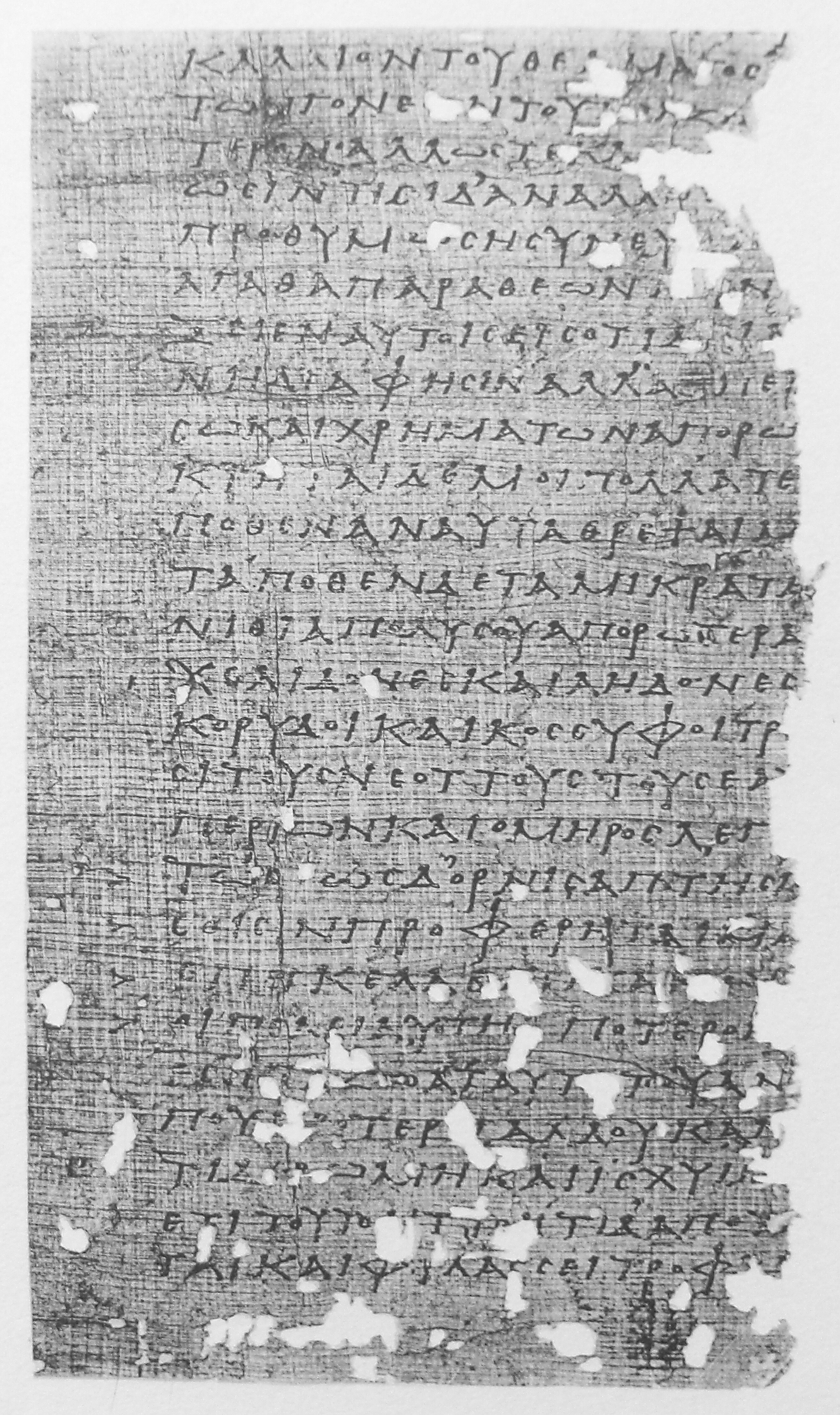
Papyrusfragment P.Harr. I 1 mit einem Ausschnitt einer Diatribe des Musonius, 3. Jahrhundert n. Chr., Selly Oak Colleges, Birmingham

Musonius verfasste höchstwahrscheinlich keine Schriften, doch übte er durch seinen auf Griechisch gehaltenen Unterricht großen Einfluss aus. Zwar wurden ihm bereits in der Antike Schriften (hauptsächlich Briefe) zugeschrieben, doch die unter seinem Namen überlieferten Briefe sind alle unecht. Dazu gehören ein angeblicher Briefwechsel des Musonius mit dem legendenumrankten Philosophen Apollonios von Tyana und ein langer Brief an einen gewissen Pankratides über Erziehung. Spärliche Angaben zu Musonius’ Lehre bieten die Vorlesungsnotizen einiger Schüler, die nach seinem Tod veröffentlicht wurden; sie orientieren sich an der Darstellung des Sokrates bei Xenophon. Insgesamt sind 21 Auszüge von Lehrgesprächen (Diatriben) sowie 32 kleinere Fragmente erhalten.
Ursprünglich existierten zwei Sammlungen von Vorlesungsaufzeichnungen. Die eine ist eine Zusammenstellung von Diatriben, die ein ansonsten unbekannter Schüler des Musonius namens Lucius veröffentlichte. Erhalten sind davon nur 21 Exzerpte, die Johannes Stobaios, ein Autor des 5. Jahrhunderts, überliefert. Offenbar hörte er Vorlesungen des Musonius während dessen Verbannung auf Gyaros und veröffentlichte seine Notizen nach dessen Tod, wohl zwischen 106 und 110. Alle längeren Fragmente stammen aus dieser Sammlung. Sprachlich, inhaltlich und im Bild, das sie von Musonius vermitteln, unterscheiden sich die Lucius-Fragmente von den bei anderen Autoren überlieferten Bruchstücken deutlich. Anfang des 20. Jahrhunderts wurde zudem ein Papyrus aus dem 3. Jahrhundert entdeckt und ediert, der zu einer vollständigen Sammlung der unter Musonius’ Namen überlieferten Texte gehört haben muss. Der Papyrus schließt eine Lücke in einer bei Stobaios nur fragmentarisch erhaltenen Diatribe. Er gibt auch darüber Aufschluss, wie Stobaios seine Vorlagen exzerpierte.
Davon unabhängig verfasste ein gewisser Pollio Erinnerungen an den Philosophen Musonius (Άπομνημονεύματα Μουσωνίου τοῦ φιλοσόφου Apomnēmoneúmata Mousōníou toû philosóphou), eine Sammlung von Anekdoten und Aussprüchen des Musonius. Diese Kompilation ist verloren. Ob sie von späteren Autoren verwendet wurde und zumindest einige der kleineren Fragmente aus ihr stammen, ist unsicher. Dieser Pollio ist sicher nicht mit dem augusteischen Geschichtsschreiber Gaius Asinius Pollio identisch, dem die Suda, ein mittelbyzantinisches Lexikon, diese Sammlung zuschreibt. Die Identität des Autors bleibt unklar; meist wird er mit Valerius Pollio, einem alexandrinischen Grammatiker und Zeitgenossen Kaiser Hadrians, oder Annius Pollio, dem Schwiegersohn des Barea Soranus, gleichgesetzt.
Dieser Sammlung sind möglicherweise 14 Aphorismen, Sinnsprüche und Maximen bei Stobaios entnommen, die nicht aus der Sammlung des Lucius stammen, sowie fünf Musonius-Zitate in einer (im Original nicht überlieferten) Diatribe seines Schülers Epiktet über die Freundschaft. In den Niederschriften, die Arrian von den Vorlesungen des Epiktet anfertigte, sind sechs weitere Fragmente erhalten. Außerdem überliefert Plutarch zwei Anekdoten zu Musonius und Aelius Aristides eine weitere. Vier Exzerpte stammen von Aulus Gellius.

## Lehre
Musonius’ Philosophie, wie sie in den erhaltenen Auszügen und Fragmenten überliefert ist, fügt sich in die Tradition der stoischen Schule ein. In Fragen der Lebensführung und der Askese steht Musonius dem Kynismus offen gegenüber. Sein Interesse gilt fast ausschließlich der Ethik; auf diesem Gebiet praktische Orientierung zu bieten ist das Ziel seiner Lehrtätigkeit. Mit theoretischen Bereichen der Philosophie wie Logik, Physik oder Metaphysik befasst er sich kaum.

### Gottesbild und Tugendlehre
Die Fragmente liefern nur spärliche Hinweise auf Musonius’ Gottesbild. Er scheint das Göttliche, von dem er sowohl im Plural als auch im Singular spricht, persönlicher aufgefasst zu haben als die älteren Stoiker. Diese hatten eine unpersönliche Ausdrucksweise bevorzugt, indem sie die göttliche Vorsehung und Vernunft, die den Kosmos durchwaltet, in den Vordergrund stellten. Das Göttliche ist nach Musonius’ Auffassung wohltätig, gütig und allwissend; nichts bleibt ihm verborgen. In der Gottheit vereinen sich die Tugenden Einsicht, Gerechtigkeit, Tapferkeit und Mäßigung in vollkommenem Ausmaß; sie ist frei von Begierde, Lust und Neid. Die Menschen schulden Gott als ihrem Vater Gehorsam. Sie müssen sich seinem Gesetz fügen, das moralische Vervollkommnung durch ein philosophisches Leben fordert.
Der Mensch ist als einziges Wesen ein Abbild der Gottheit (μίμημα θεοῦ mímēma theoû). Daher kann er die vollkommene Tugend (ἀρετή aretḗ) erlangen, durch die sich das Göttliche auszeichnet; die Tugenden sind in seinem Wesen angelegt. Das Ziel seines Daseins ist es, in Übereinstimmung mit der eigenen Natur und damit tugendhaft zu leben (κατὰ φύσιν ζῆν katà phýsin zēn). So wie ein Tier nicht bloß seine Begierden stillen kann, sondern nach seinem vorgegebenen Wesen zu leben und spezielle Aufgaben und Zwecke zu erfüllen hat, für die es vorgesehen ist, muss auch der Mensch seine Bestimmung erfüllen, indem er sein Wesen vervollkommnet und zur Tugend gelangt. Hierzu zählen für Musonius die vier Kardinaltugenden Klugheit (φρόνησις phrónēsis) als die Fähigkeit, zwischen Gut und Böse zu unterscheiden, Gerechtigkeit (δικαιοσύνη dikaiosýne), Tapferkeit (ἀνδρεία andreía) als das Ertragen widriger Umstände und besonnene Mäßigung (σωφροσύνη sophrosýnē). Immer wieder hebt Musonius auch Menschenliebe (φιλανθρωπία philanthrōpía) als Tugend hervor. Erlangt ein Mensch diese Tugenden, so wird er gottähnlich, nachahmenswert und glücklich. Dieses Glück (εὐδαιμονία eudaimonía) ist das Ziel aller Bemühungen, gut zu sein.
Die Veranlagung (ὑποβολή hypobolḗ) oder den Keim zur Tugend tragen alle Menschen in sich. Einen Beweis dafür sieht Musonius darin, dass Gesetze unterschiedslos für alle Menschen gelten; wenn Tugend erst im Leben zu erlernen und nicht im Wesen des Menschen angelegt wäre, müssten die Gesetze dementsprechend differenziert gestaltet sein. Ein weiteres Argument lautet, dass alle Menschen für sich in Anspruch nehmen, gut zu sein, obwohl sie Tugend weder erlernt noch eingeübt haben, und sich des Gegenteils schämen; somit ist das Tugendstreben in ihrem Wesen verankert.

### Philosophische Ausbildung und Askese
Da negative äußere Einflüsse den tugendhaften Kern des Menschen überlagern, bedarf er der Belehrung und Übung, um seine Anlage zur Tugend zu verwirklichen. Diesem Zweck dient die Philosophie. Sie besteht für Musonius im Streben nach dem Guten. Nur sie stellt das Wissen bereit, mit dem man die Seele von negativen Einflüssen befreien und zur Tugend führen kann. Die lebenslange philosophische Ausbildung sollte im Kindesalter aufgenommen werden. Sie ist auch für Frauen und für alle sozialen Schichten geeignet, und auch ein idealer Herrscher hat sich ihr zu unterziehen, um Gut und Böse, Nützliches und Schädliches richtig unterscheiden zu lernen. Die philosophische Erziehung besteht aus theoretischen Unterweisungen und deren praktischer Umsetzung und Einübung. Musonius betont dabei entschieden – ebenso wie Epiktet – den Vorrang der angewandten Ethik gegenüber theoretischen Überlegungen, die für sich genommen fruchtlos bleiben.
Die beständige Selbsterziehung und Übung, Askese (ἀσκήσις askḗsis) im ursprünglichen Sinne dieses Begriffs, soll Körper und Seele gleichermaßen disziplinieren. So empfiehlt Musonius, sich an Kälte und Hitze, Hunger und Durst, einfache Kost und ein hartes Bett zu gewöhnen, sich der Genüsse zu enthalten und schwere Anstrengungen zu ertragen. Für den Philosophen ist die Landwirtschaft die ideale Tätigkeit. Entgegen der ansonsten eher antivegetarischen Haltung der Stoiker empfiehlt Musonius pflanzliche Nahrung; Fleischkonsum kommt nach seiner Auffassung Raubtieren, nicht jedoch Menschen zu. Die Seele soll sich zudem darin üben, Scheingüter und wahre Güter, scheinbare Übel und wahre Übel voneinander zu trennen. Die gängige Wertung, wonach Mühsal, Tod und Armut schlecht, Reichtum, Leben und Lust hingegen gut sind, verdirbt die Seele. In Wahrheit sind diese Dinge Adiaphora (indifferent). Scheinbare Übel wie der Tod dürfen ebenso wenig gefürchtet wie Scheingüter angestrebt werden. Vielmehr muss die Seele mit aller Kraft und trotz großer Mühe (πόνος pónos) nach Tugend als ihrem einzigen wahren Gut streben.
In den längeren bei Stobaios erhaltenen Auszügen wird diese Lehre nicht näher ausgeführt. Im einzigen Fragment, das Kosmologie zum Thema hat und aus einer Diatribe Epiktets über die Freundschaft stammt, betont Musonius, dass der Mensch sich in den kosmischen Prozess von Wandel und Veränderung fügen und das Notwendige akzeptieren muss. An anderer Stelle führt er aus, dass Gott dem menschlichen Einfluss manche Dinge unterworfen (τὰ ἐφ' ἡμῖν tà eph' hēmîn) und andere entzogen hat (τὰ οὐκ ἐφ' ἡμῖν tà ouk eph' hēmîn). Um diese Bereiche zu trennen und dem an sich Bedeutungslosen keine Bedeutung beizumessen, muss sich der Mensch im rechten „Gebrauch der Eindrücke“ (χρῆσις τῶν φαντασιῶν chrēsis tōn phantasiōn) üben. So hat er sich dem Kosmos anzuvertrauen und ihm bereitwillig zu geben, was er fordert, etwa beim Verlust eines Kindes oder der Heimat. Durch die richtige Einstellung zu äußeren Dingen kann der Mensch zu Frohsinn, besonnener Mäßigung und Tugend gelangen. Inhaltlich und sprachlich ähnelt dieses Fragment der Formulierung eines zentralen Gedankens Epiktets. Es ist aber unklar, ob Epiktet eine Äußerung seines Lehrers zitiert oder die Idee eigenständig in Worte fasst.

### Menschliches Zusammenleben
Die moralischen Verpflichtungen betreffen auch das menschliche Zusammenleben, auf das jeder angewiesen ist. In der Polis äußert sich Tugend als Menschenliebe, Güte, Gerechtigkeit, wohltätiges Verhalten und Sorge um das Wohl des anderen. Dazu ist jeder Bürger verpflichtet. Die Grundlage dafür bilden Ehe und Familie. Mann und Frau verfügen nach Musonius über die gleiche Vernunft, dieselben Sinne und die gleiche sittliche Anlage. Da ihr Streben nach Tugend identisch ist, sind Frauen und Männer gleichermaßen zum philosophischen Leben befähigt. Alle Arbeiten sind von beiden Geschlechtern zu verrichten. Der Ehepartner soll nicht nach Schönheit, Reichtum oder Abstammung, sondern nach seiner geistigen und körperlichen Gesundheit ausgewählt werden. Die Ehe fasst Musonius als eine vollkommene Lebensgemeinschaft auf, in der nichts im Besitz eines Ehepartners bleibt, sondern alles als Gemeingut aufgefasst wird und die Partner einander in gegenseitiger Fürsorge zu übertreffen versuchen. Sinn der Ehe ist das Zeugen von Nachkommen; sexuelle Kontakte sind nur innerhalb der Ehe und zum Zweck der Fortpflanzung gestattet. Kindesaussetzung und Abtreibung betrachtet Musonius als Verstöße gegen staatliches und göttliches Recht. Unzulässig sind auch sexuelle Beziehungen eines Herrn zu seinen Sklaven. Musonius tritt für das Recht der Sklaven ein.

## Rezeption

### Antike
Schüler und Freunde 
Obwohl seine Lehre nicht so intensiv nachwirkte wie etwa die Epiktets oder Kaiser Mark Aurels, war Musonius in der Antike als Philosoph und Person berühmt und hoch geschätzt. Zu seinen Schülern zählten neben Pollio und Lucius, die ansonsten unbekannt sind, unter anderem Athenodotos, der Lehrer Frontos, der stoische Philosoph Euphrates von Tyros, Timokrates von Herakleia sowie Gaius Minucius Fundanus. Sein berühmtester Schüler war Epiktet, der in Rom die Vorlesungen des Musonius hörte und einige Zitate in seine von Arrian schriftlich festgehaltenen Lehrvorträge aufnahm. Epiktet ist eine wichtige Quelle für den mündlichen Unterricht des Musonius, auch wenn sich seine eigene Lehre in einigen Bereichen von der seines Lehrers zu unterscheiden scheint. Zu seinem näheren Umfeld zählte der stoische Philosoph Artemidoros, den Musonius aus Freiern aller Schichten als seinen Schwiegersohn auswählte und der später ein enger Freund Plinius des Jüngeren war. Außerhalb seines Schülerkreises übten Gedanken und Konzepte des Musonius großen Einfluss auf den Stoiker Hierokles aus.
Urteile über Lehre und Person
Nach einer Liste bei Fronto zählte der Redner Dion Chrysostomos zum Schülerkreis des Musonius. Dies ist allerdings in der Forschung bezweifelt worden, denn Dion war zumindest zeitweilig ein Gegner der Philosophen; er verfasste eine polemische Schrift Gegen die Philosophen, worin er deren Verbannung forderte, sowie eine speziell gegen Musonius persönlich gerichtete Schrift. Bei Dion findet sich eine Anekdote über einen namentlich nicht genannten, positiv dargestellten Philosophen, die häufig auf Musonius bezogen wird. Dieser Philosoph soll in seinen letzten Lebensjahren in Athen die Gladiatorenspiele im Dionysostheater heftig kritisiert und damit den Volkszorn hervorgerufen haben, wodurch er gezwungen war, die Stadt zu verlassen. Laut Dion genoss dieser Philosoph unvergleichlichen Ruhm und war seit längst vergangenen Tagen der einzige, der annähernd in Übereinstimmung mit seiner Lehre lebte.
Die meisten antiken Quellen spiegeln Hochachtung für Musonius wider; so bekennt Plinius der Jüngere seine Bewunderung für ihn. Tacitus sieht Musonius’ glanzvollen Ruhm als den Grund seiner Verbannung unter Nero an. Nach Frontos Angaben wurden Musonius und seine Schüler nicht nur wegen ihrer Beredsamkeit, sondern vor allem wegen ihrer Weisheit geschätzt. In Plutarchs Schrift De cohibenda ira diskutiert Fundanus, ein Schüler des Musonius, mit einem gewissen Sulla eine These seines Lehrers über das Verhältnis von Körper und Verstand. Auch der spätantike Rhetor Himerios sieht in Musonius das Ideal des Philosophen verkörpert. Themistios erwähnt ihn zusammen mit Platon und Apollonios von Tyana unter den von Tyrannen verfolgten Philosophen. Kaiser Julian stellt ihn neben Sokrates und führt seinen Ruhm darauf zurück, dass er seine Leiden und die Grausamkeit von Tyrannen mit Mut und Festigkeit ertrug; möglicherweise sei Musonius nicht weniger glücklich gewesen als mächtige Herrscher.
Legenden 
Um Musonius rankten sich schon früh zahlreiche legendenhafte Geschichten. Die meisten davon sind bei Philostratos überliefert und von ihm geprägt worden. So berichtet er, Nero habe den von niemand übertroffenen Philosophen Musonius verhaften lassen. Im Gefängnis habe Musonius heimlich einen Briefwechsel mit dem Philosophen Apollonios von Tyana geführt, der von dessen Gefährten Damis vermittelt worden sei. Philostratos überliefert vier kurze unechte Briefe, in denen Apollonios seine Hilfe anbietet und Musonius dieses Angebot ausschlägt. An anderer Stelle erzählt Philostratos, dass Musonius zu Zwangsarbeit verurteilt und beim Durchstich des Isthmus von Korinth eingesetzt worden sei. Zufällig sei der Kyniker Demetrios, der Egnatius Celer gegen Musonius verteidigt und den Prozess verloren hatte, ihm dort begegnet. Als Demetrios ihn bedauerte, habe Musonius ihn gefragt, wie er sich erst fühlen würde, wenn er nicht bloß zu graben hätte, sondern zur Lyra singen würde wie Nero, dessen Auftritte als Musiker und Schauspieler als skandalös galten.
Der Kern dieser Geschichte fand Eingang in den Dialog Nero, der Lukian zugeschrieben wurde und wahrscheinlich ebenfalls von Philostratos stammt. Als Protagonist erläutert Musonius darin, warum Nero den Durchstich des Isthmus aufgab. So hätten ägyptische Landvermesser festgestellt, dass sich die Meeresspiegel des Saronischen und des Korinthischen Golfes unterscheiden würden und daher eine Überflutung zu befürchten sei. Der fiktive Musonius mutmaßt aber auch, dass die Aktivitäten des Vindex Nero an der Fortführung des Projekts hinderten. Der Dialog endet mit der Botschaft vom Tod Neros.
Unterschiedlich beurteilt wurde in der Forschung eine weitere Stelle bei Philostratos, wo ein gewisser Musonius von Babylon (ὁ Βαβυλώνιος ho Babylōnios) erwähnt wird, der von Nero aufgrund seiner Weisheit inhaftiert worden sei und nur dank seiner robusten Konstitution überlebt habe. Manche Forscher halten diese Herkunftsangabe für verderbt und schlagen vor, den Ortsnamen durch die Konjektur „der Volsinier“ (ὁ Βουλσίνιος ho Voulsínios) zu ersetzen. Andere nehmen an, dass es sich um eine literarische Fiktion handelt und die Figur des babylonischen Musonius aus den zahlreichen Legenden um den historischen Musonius entstand, ohne dass ein Zusammenhang mit dessen Leben besteht.
In den Sophistenleben berichtet Philostratos zudem von einem gewissen Lucius, der mit Herodes Atticus befreundet gewesen sei und diesem Trost gespendet habe, als dessen Frau Regilla verstarb. Zu diesem Zweck habe er unter anderem seinen Lehrer namens Musonius von Tyros (ὁ Τύριος ho Týrios „der Tyrer“) zitiert. In der Forschung wurde angenommen, dass statt „der Tyrer“ „aus Etrurien“ (ὁ Τυρρηνός ho Tyrrēnós) zu lesen sei. Jedoch ergeben sich chronologische Probleme, da dieser Lucius als Zeitgenosse Kaiser Mark Aurels in der zweiten Hälfte des 2. Jahrhunderts gelebt haben müsste. Daher vermutete man, dass es zwei Philosophen namens Lucius gab, von denen der eine ein Schüler des Musonius, der andere mit Herodes Atticus befreundet war und mit einem Peripatetiker identifiziert wurde; Philostratos habe die beiden verwechselt. Andere Gelehrte halten Musonius von Tyros für eine Fiktion des Philostratos.
Christliche Autoren
Der frühchristliche Apologet Justin zollt Musonius Achtung. Er zählt ihn zu denjenigen, die gehasst und verfolgt werden, weil sie ein vernünftiges und ernsthaftes Leben führen und Laster meiden. In seiner Streitschrift Contra Celsum nennt der Kirchenschriftsteller Origenes Musonius namentlich. Er führt ihn neben Herakles, Odysseus und Sokrates als Beispiel eines anfangs sündhaften Menschen an, welcher der Überlieferung zufolge einen gewaltigen Sinneswandel vollzogen habe und danach ein „Muster des besten Wandels“ gewesen sei; daraus sei ersichtlich, dass auch schwere Sünder zur Tugend zurückkehren können.
Clemens von Alexandria, der auch Gedanken und Formulierungen von Epiktet übernimmt, greift Musonios’ Lehre auf, dass die Götter Mann und Frau mit dem gleichen Verstand und demselben Sinnesvermögen ausgestattet hätten und ihre Anlage zur Tugend gleich sei. Er deutet sie christlich, indem er im Paidagogos betont, beide Geschlechter hätten Anteil an Kirche, Sittsamkeit und Schamgefühl, Wahrnehmen und Erkennen, Hoffen und Lieben und damit an der Gnade Gottes und einer tugendhafte Lebensführung. An anderer Stelle führt Clemens aus, dass Mann und Frau in gleicher Weise zum Philosophieren geeignet seien und gleichermaßen vom Logos geführt würden und dass die Tugend beiden Geschlechtern gemein sei. Beinahe wörtliche Anleihen nimmt Clemens bei der Behandlung des rechten Maßes in der Ernährung auf; die Nahrung solle nur das Leben sichern und nicht der Lust dienen. Auch bei einer Erörterung über die Ausstattung von Wohnungen und Luxus zeigt er auffallende Nähe zu Musonius.
In seine christliche Pflichtenlehre lässt Ambrosius von Mailand eine Sentenz des Musonius einfließen, ohne deren Urheber zu nennen. Ambrosius rät seinen Klerikern, jede Tat zu überdenken und dann zu handeln, wenn das Vorhaben für gut befunden wurde. Sollte sich eine Gelegenheit bieten, ruhmvoll zu sterben, so müsse man diese umgehend ergreifen.

### Moderne Forschung
1822 gab der niederländische Philologe Jacobus Venhuizen Peerlkamp die erste Edition der Fragmente des Musonius heraus, 1905 folgte eine kritische Ausgabe von Otto Hense.
Zu Beginn des 20. Jahrhunderts vermutete der Klassische Philologe Erwin Rohde, dass Musonius im Katalog Kitāb al-Fihrist, den der Gelehrte Ibn an-Nadīm 988 in Bagdad verfasste und der alle in arabischer Sprache verfassten Werke enthalten sollte, angeführt sei. So könne sich hinter einer Abhandlung über Erziehung eines gewissen Murujanus (oder Muzujanus, Muzubanus, Muzunajus) eine Diatribe des Musonius, etwa unter dem Titel Über die Erziehung (Perì paideías), verbergen. Allerdings sieht eine 1872 erschienene Edition des Katalogs in dieser Person einen griechischen Mönch namens Morianus oder Murianus und die neueste Ausgabe identifiziert Murujanus mit dem griechischen Autor Myronianus von Amastris.
Die philosophie- und literaturhistorische Beurteilung des Musonius schwankte stark. Auf der einen Seite wurde in der Forschung des 19. Jahrhunderts seine Weisheit gepriesen, der Stil der erhaltenen Fragmente mit dem Xenophons verglichen und – wie bereits in der Antike – seine Charaktergröße betont. Der freireligiöse Pfarrer Eduard Baltzer sah es als die besondere Leistung des Musonius an, philosophische Theorie und praktische Umsetzung vereint zu haben, und stellte ihn daher über Platon und Aristoteles. Rudolf Hirzel hielt Musonius aufgrund seiner Fragemethode und seines Unterrichts, bei dem er soziale Unterschiede nicht beachtet habe, für einen „römischen Sokrates“. Auf der anderen Seite wandte man ein, dass Musonius kaum aus der Tradition der Stoa hervorgetreten sei, und kritisierte seinen Mangel an Originalität. So meinte Eduard Zeller, dass Musonius’ Sprache zwar kraftvoll, seine Moral jedoch trivial sei. Diesem Urteil hielt Edward Vernon Arnold den großen Einfluss der Persönlichkeit des Musonius in der Antike entgegen und bezeichnete ihn als einen dritten Begründer der stoischen Philosophie. In der neueren Forschung hat man das relativ blasse Bild von Musonius, das sich aus den Fragmenten ergibt, auf die späte schriftliche Fixierung durch Lucius zurückgeführt.

## Ausgaben und Übersetzungen
- Isabella Andorlini und Renato Laurenti (Hrsg.): Corpus dei papiri filosofici Greci e Latini (CPF), Teil 1: Autori noti, Bd. 1**, Olschki, Florenz 1992, ISBN 88-222-3918-0, S. 480–492 (Edition der Papyrus-Fragmente).
- Epiktet, Teles, Musonius: Ausgewählte Schriften, hrsg. und übers. von Rainer Nickel, Artemis & Winkler, München/Zürich 1994, ISBN 3-7608-1679-7 (Schriften in Auswahl, mit griechischem Originaltext).
- Epiktet, Teles und Musonius: Wege zu glückseligem Leben (= Stoa und Stoiker, Bd. 3), hrsg. und eingeleitet von Wilhelm Capelle, Artemis, Zürich 1948.
- Cora Elisabeth Lutz (Hrsg.): Musonius Rufus, “the Roman Socrates”. In: Yale Classical Studies, Bd. 10, New Haven 1947, S. 1–147 (mit englischer Übersetzung und Einführung; online).
- Musonius Rufus: C. Musonii Rufi Reliquiae, hrsg. von Otto Hense, Teubner, Leipzig 1990 (Neudruck der Originalausgabe von 1905), ISBN 3-322-00747-2 (kritische Ausgabe; online).
- Musonius Rufus: Entretiens et fragments. Introduction, traduction et commentaire (= Studien und Materialien zur Geschichte der Philosophie, Kleine Reihe, Bd. 5), übers. und hrsg. von Amand Jagu, Olms, Hildesheim/New York 1979, ISBN 3-487-06628-9 (mit französischer Übersetzung).